# Leopoldo González Sáenz
Leopoldo González Sáenz (* 6. Februar 1924 in Ciénega de Flores, Nuevo León; † 11. Oktober 2013 in Monterrey, Nuevo León) war ein mexikanischer Politiker des Partido Revolucionario Institucional (PRI), der unter anderem zwischen 1959 und 1960 Präsident des Abgeordnetenhauses (Cámara de Diputados) war.

## Leben
Leopoldo González Sáenz begann nach dem Schulbesuch ein Studium der Rechtswissenschaften an der Juristischen Fakultät (Escuela de Derecho) der Universidad Autónoma de Nuevo León (UANL), das er 1946 mit einem Lizenziat (Licenciado en Ciencias Jurídicas) abschloss. Er war danach als Rechtsanwalt tätig. Am 1. September 1958 wurde er für den Partido Revolucionario Institucional (PRI) erstmals Mitglied des Abgeordnetenhauses (Cámara de Diputados), des Unterhauses des Kongresses der Union (Congreso General de los Estados Unidos Mexicanos), und vertrat in diesem bis zum 31. August 1961 in der 44. Legislaturperiode den Bundesstaat Nuevo León. Er war in dieser Zeit Sekretär des Vorbereitungsrates des Abgeordnetenhauses, Mitglied des Ausschusses für auswärtige Beziehungen sowie Mitglied des Hauptausschusses des Kongresses, der Gran Comisión. Im September 1959 löste er Federico Ortíz Armengol als Präsident des Abgeordnetenhauses ab und hatte dieses Amt als Parlamentspräsident bis September 1958 inne, woraufhin Aurelio García Sierra seine Nachfolge antrat. 
Am 1. Januar 1961 wurde González Sáenz Nachfolger von Rafael González Montemayor als Bürgermeister von Monterrey (Presidente Municipal de Monterrey). Er hatte dieses Amt zum ersten Mal bis zum 31. Dezember 1963 und wurde danach von Abiel Treviño abgelöst. Er war zeitweise Privatsekretär von Alfonso Corona del Rosal, der zwischen 1958 und 1964 Präsident des PRI war. Am 1. September 1964 wurde er erneut Mitglied des Abgeordnetenhauses und vertrat dort nunmehr in der 46. Legislaturperiode bis zum 31. August 1967 den 4. Wahlbezirk des Bundesstaates Nuevo León. Er war in dieser Legislaturperiode abermals Mitglied des Hauptausschusses des Kongresses sowie Mitglied des Kreditausschusses des Abgeordnetenhauses. Er war zeitweise Rechtsberater des Zentralvorstandes (Comité Ejecutivo Nacional) des PRI sowie Rechtsberater der Nationalen Konföderation der Volksorganisationen CNOP (Confederación Nacional de Organizaciones Populares), eine Vereinigung innerhalb des PRI. Außerdem war er Direktor der CNOP in Nuevo León sowie Sekretär für Streitschlichtung der CNOP.
Am 1. September 1973 wurde Leopoldo González Sáenz abermals Mitglied des Abgeordnetenhauses und vertrat dort nunmehr in der 49. Legislaturperiode bis zum 31. August 1976 den 1. Wahlbezirk des Bundesstaates Nuevo León. Am 1. Januar 1974 löste er Roberto Garza González als Bürgermeister von Monterrey ab und bekleidete dieses Amt zum zweiten Mal bis zum 31. Dezember 1976, woraufhin César Santos Santos seine Nachfolge antrat. Außerdem löste er am 4. März 1976 Fidel Herrera Beltrán als Organisationssekretär des Zentralvorstandes des PRI ab und hatte diese Funktion bis zu seiner Ablösung durch Alberto Alvarado Arámburo am 4. Dezember 1976 inne.